# Tempe (Arizona)
 For alternative betydninger, se Tempe. (Se også artikler, som begynder med Tempe)
Tempe, tidligere kendt som Hayden's Ferry, er en by i den centrale del af delstaten Arizona i USA. Byen ligger i Maricopa County nær Arizonas største by Phoenix. Den har 180.587(2020) indbyggere. Tempe er opkaldt efter dalen Tempe i Grækenland.